# Walter Pach

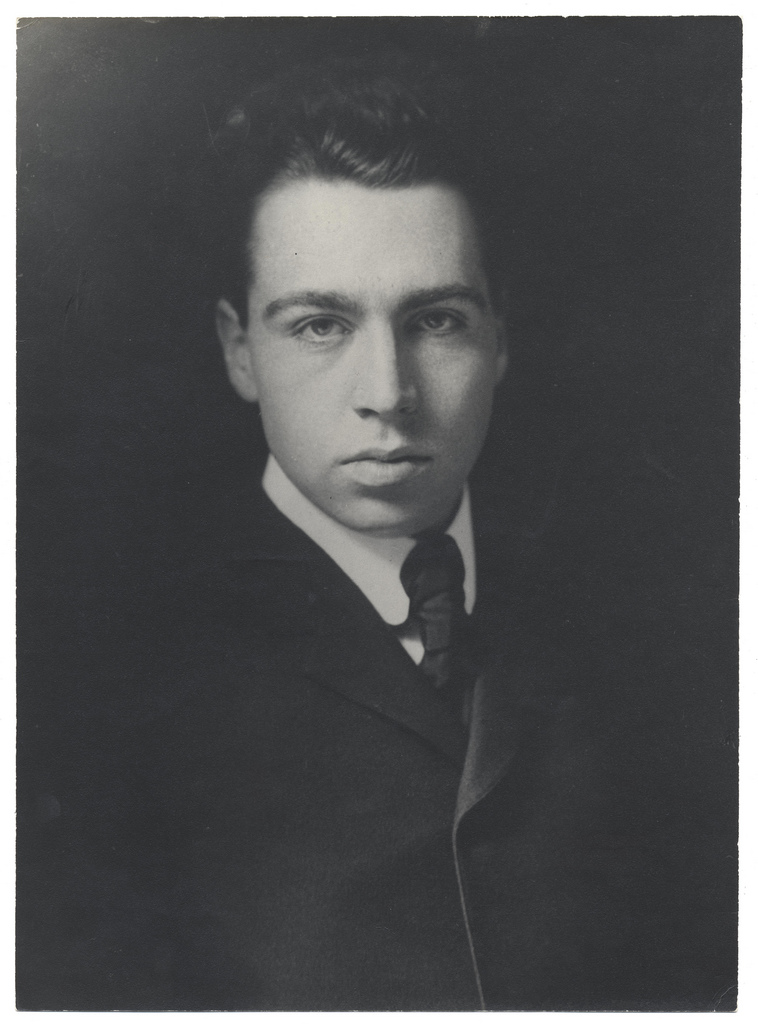
Walter Pach, okolo 1903

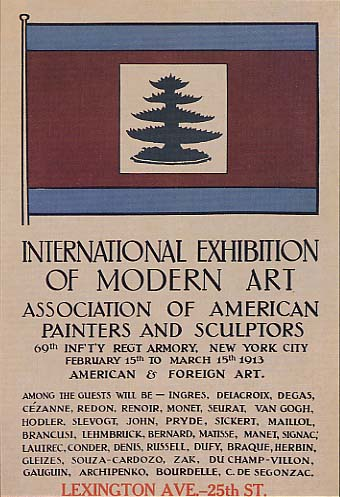
Plakát na výstavu Armory Show, New York 1913

Walter Pach (11. července 1883 New York - 27. listopadu 1958 tamtéž) byl umělec, kritik, pedagog, poradce v oblasti umění a historik umění, který psal rozsáhlé statě o moderním umění a za moderního umění bojoval. Kromě jeho četných knih, článků a překladů textů z oblasti evropského umění Pach tvůrčím způsobem pracoval na vznikajícím modernistickém stanovisku směrem k americké veřejnosti.
Organizoval výstavy současného výtvarného umění pro galerie v New Yorku, v roce 1913 spoluorganizoval Mezinárodní výstavu moderního umění známou jako Armory Show. S malíři Arthurem B. Daviesem a Waltem Kuhnem shromáždili a vystavili přední současné evropské a americké umělce. Pach pomohl shromáždit sbírky sběratelům Johnu Quinnovi a Waltru Arensbergovi. Také zajišťoval individuální práce pro muzea, například portrét od Thomase Eakinse pro Louvre a obraz Jacques-Louise Davida Sókratova smrt pro Metropolitní muzeum umění.
Pach dokázal plynule domluvit ve francouzštině, němčině, španělštině a to mu umožnilo pochopit a interpretovat avantgardní nápady v Evropě a převést je pro anglicky mluvící publikum. Byl schopný komunikovat osobně s mnoha známými umělci v Evropě a Mexiku a zprostředkovávat styk mezi dealery a galeriemi muzejních kurátorů jejich jménem. Jeho korespondence s hlavními postavami umění 20. století, jsou významným zdrojem informací, nejen o umělcích, ale o světě umění během první poloviny 20. století.

## Životopis
Pach se narodil v New Yorku 11. července 1883. Jeho otec Gotthelf Pach byl prominentní komerční fotograf, který se svou rodinou v New Yorku provozoval portrétní studio Pach Brothers. Zhotovovali většinou fotografické zakázky pro Metropolitní muzeum umění. Pach během svého mládí často doprovázel svého otce do muzea. V roce 1903 vystudoval City College v New Yorku. Studoval s Robertem Henrim na Parsons The New School for Design a do zahraničí odešel malovat s Williamem Merrittem Chasem v létech 1903 až 1904.